# Carsten Nielsen
Carsten Nielsen (* 12. August 1955 in Lyngby) ist ein ehemaliger dänischer Fußballspieler.
Carsten Nielsen wechselte zur Saison 1976/77 vom dänischen Klub B 1903 Kopenhagen zum Deutschen Meister nach Mönchengladbach. In seiner ersten Saison bestritt er lediglich ein Spiel für die Borussia. In den folgenden vier Spielzeiten zählte er immer zum Kader und erzielte, im Mittelfeld oder Sturm eingesetzt, in seinen weiteren 108 Bundesligaspielen 23 Tore für die Borussia.
Während seiner fünf Jahre bei der Borussia wurde er einmal Deutscher Meister (1977) und einmal UEFA-Cup-Sieger (1979). Danach spielte er noch in Frankreich, in der Schweiz (bei Neuchâtel Xamax traf er seinen ehemaligen Borussia-Mitspieler Uli Stielike wieder) und in seiner Heimat Dänemark.